# Martin Schmitt (Sänger)

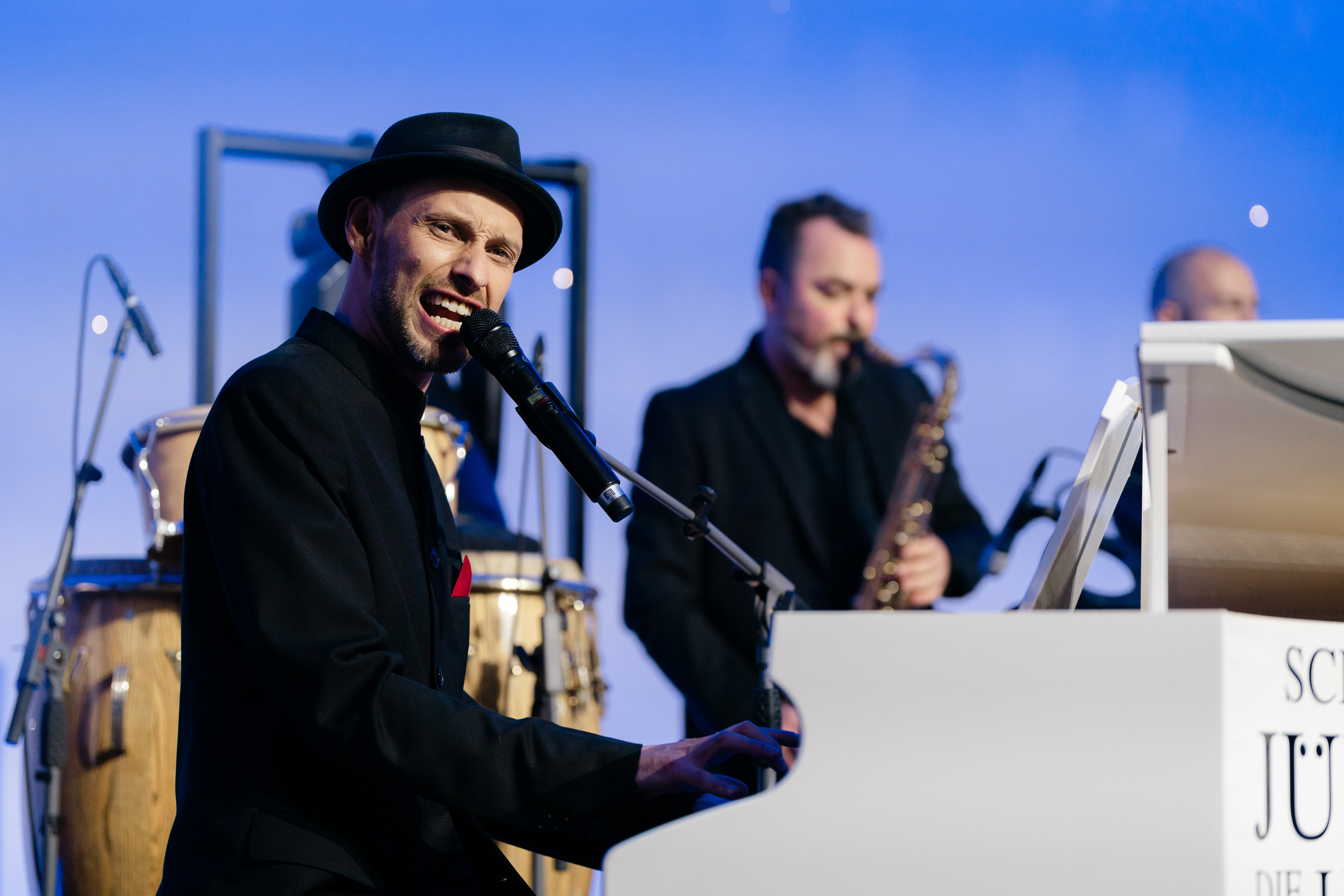
Martin Schmitt alias Herr Schmitt auf der Hope Gala in Dresden

Martin Schmitt (* 1986 oder 1987), Künstlername Herr Schmitt, ist ein deutscher Sänger und Musiker.

## Leben
In der Johnny-Cash-Coverband Bandana – The Sound of Johnny Cash spielte Schmitt ab 2011 Piano, Gitarre und Trompete. Mit einer Show aus Udo-Jürgens-Coverversionen unter dem Titel Schmitt singt Jürgens – Die Udo Show tritt er regelmäßig auf, teilweise begleitet vom Leipziger Symphonieorchester. Damit hatte er unter anderem Auftritte in der Stadthalle Chemnitz, am Boulevardtheater Dresden, in der Messe- und Veranstaltungshalle Löbau, im Schloss Doberlug und im VOI im österreichischen St. Martin im Mühlkreis.
Zudem ist Schmitt Teil des Musik-Comedy-Duos Herr Schmitt und ich.
Neben seiner Udo-Jürgens-Covershow vermarktet Schmitt auch Shows, in denen andere Künstler singen, wie Die Cocker Show – Harry singt Joe und Turner meets Cocker, bei denen Harry Hermann als Sänger auftritt.